# 거상 김만덕
《거상 김만덕》(巨商 金萬德)은 2010년 3월 6일부터 2010년 6월 13일까지 KBS 1TV에서 방영된 주말 특별기획 드라마로, 김만덕의 일대기를 그렸다. 전작 《명가》와 마찬가지로 다 읽힐 정도로 뻔한 위기를 설정해놓아 주인공들이 너무나 쉽게 해결하여 재미를 반감시켰다는 지적이 있었으며 결국 평균 12%대의 시청률로 기대 이하의 성적에 그쳤다.

## 제작
KBS 드라마본부는 2003년에 김만덕에 관한 드라마를 만들려고 했었다. 편성 기획 당시에, 시청률 부진에 시달리던 《장희빈》을 당초 100회로 기획했지만 70회로 조기종영시키고 후속작으로 《김만덕》을 제작할 기획이었다. 하지만 경쟁력 강화를 위해 현대극으로 급선회했으며, 지상파 3사의 수목극 중 시청률 1위를 기록하는 기염을 토했던 SBS의 수목드라마 올인이 종영된 이후에, 《장희빈》의 시청률이 점진적으로 급상승하자 조기종영 계획도 없던 일이 됐다.

## 등장인물
- 시간 배경 순서 : 6회(7년 후) - 21회(6년 후) - 22~23회(2개월 후) - 29회(2년 후) - 30회(몇년 후)
- 아역 출연 분량 : 1~5회

### 주요 인물
- 이미연 : 김만덕 역 (아역 심은경)

묘향의 꾀로 기생이 되었다가 할매와 동아, 강유지의 도움으로 면천되어 동문객주의 일원이 됨, 9회에서 백소례로부터 어머니 은홍의 죽음에 대한 이야기를 듣고 묘향과의 인연을 끊음, 11회에서 아버지가 김응렬 대감이라는 것을 알았음, 12회에서 아버지 김응렬 대감으로부터 김만덕이라는 이름을 받음, 22회부터 동문객주 대행수, 30회에서 제주에 큰 기근이 들자 전 재산을 쌀로 바꿔 제주사람들을 먹여 살림, 전 재산을 팔아 제주 사람들을 구휼한 포상을 얻었는데 임금님이 있는 대궐과 금강산 구경하는 게 소원이라고 말함, 만덕의 의로움에 감탄한 정조로부터 의녀반수(醫女班首)라는 관직을 얻었으나 금강산 유람만 하고 다시 제주로 돌아감.
- 한재석 : 정홍수 역 (아역 도지한)

평시서 주부에서 아버지 정도웅의 압박으로 형조 관원으로 들어가고, 6년 후 평시서 령이 됨(21회), 그 이후 23회에서 제주목사가 됨, 28회에서 오집사의 칼에 맞아 죽음.
- 박솔미 : 오문선 역 (아역 주다영)

서문객주 마님, 서문객주에서 최고 권력자, 30회에서 전재산 잃음, 채권과 아들을 만덕에게 맡기고, 자신은 육지로 떠남
- 하석진 : 강유지 역 (아역 유태웅)

서문객주 행수였으나 15회에서 공물권을 동문객주에게 빼앗기자 행수직을 박탈당함, 오문선으로부터 할매 살해 누명을 쓰고 육지로 보내짐, 부보상 접장이 됨, 28회부터 육지를 떠돌아다니기 시작
- 고두심 : 할매 역

동문객주 고문이었으나 김판술에 넘어간 고석주에게 해임됨, 20회에서 치부책 문제로 오문선과 정도웅으로부터 사주를 받은 오집사한테 살해당함, 하차

### 동문객주 사람들
- 김철기 : 동아 역 (아역 곽정욱)

만덕과 가까이 지내고 도와줌. 22회부터 동문객주 부행수.
- 송용태 : 고석주 역

동문객주 대행수, 18회에서 누명쓰고 고문받다 죽음.
- 전예서 : 백소례 역

전복 전문가, 서문객주라면 이가 갈리는 잠녀(해녀)출신, 누명을 쓰고 제주 구질막에 갇힘, 올바른 장사로 성공하며 기생 출신이라는 선입견을 벗어보겠다는 만덕의 열정에 감복되어 열심히 도와줌, 14회에서 서문객주에 의해 납치당함.
- 조재완 : 덕팔 역

동문객주의 청소원. 21회에서 이은과 혼인함
- 이미지 : 덕팔의 어머니 역

동문객주에서 25년째 청소원으로 일하고 있는 동남객주의 산증인
- 오연서 : 이은 역

부유한 양인 집안 출신의 어여쁜 동문객주의 차인. 21회에서 덕팔과 혼인함.
- 이병욱 : 김판술 역

동문객주 행수. 서문객주에서 파견한 스파이, 동문객주가 망하는 걸 지켜본 후 서문객주 부행수가 됨.

### 서문객주 사람들
- 김갑수 : 강계만 역

한양 시전 대방, 9회에서 오문선에게 독살당함.
- 김명국 : 최남구 역

제주 현감. 29회에서 공물 착복+뇌물 수수 혐의로 좌수 파직 당하고 하옥, 30회에는 거지가 되어 묘향 집에서 밥을 얻어 먹음
- 김규철 : 오집사 역

강계만의 심복. 문선의 삼촌. 29회에서 오문선의 죄를 대신 씀.
- 이달형 : 김동주 역

김서주의 오빠. 서문객주의 차인. 강유지를 모시는 차인이자 강유지의 부하
- 정수영 : 김서주 역

서문객주 차인. 묘향과 동주의 여동생. 27회부터 서문객주를 떠나 묘향과 같이 살기 시작
- 조병기 : 호방 역

유지의 일가 되는 이
- 정종준 : 무팽달 역

사채 고리대금업자. 30회에서 만덕이 맡겼던 담보를 투자금 명목으로 돌려줌

### 기방 사람들
- 김선경 : 묘향 역

교방 행수. 만덕의 양어머니. 27회에서 문선의 돈을 받은 최남구가 천웅이라는 독초를 탄 음식을 먹고 목소리를 잃음. 29회에서 목소리를 되찾음
- 심은진 : 요화 역

만덕과 함께 수업한 화려한 얼굴의 동기. 21회에서 한양 기생이 됨.
- 조양자 : 촉새어멈 역

나이든 기방의 부엌어멈. 만덕이 면천되어 기방 떠나면서 영천댁과 함께 동문객주로 옮김, 술과 음식을 만드는데 탁월한 재주가 있음
- 박순천 : 영천댁 역

촉새어멈의 수제자. 만덕이 면천되어 기방 떠나면서 촉새어멈과 함께 동문객주로 옮김. 음식을 만드는데 탁월한 재주가 있음
- 정주희 : 홀쭉이 역

촉새어멈의 부엌 심부름꾼.

### 주변 인물
- 최재성 : 김응렬 역 - 만덕의 아버지. 평시서 주부에서 령으로 승진하고, 나중에 정도웅의 압박으로 자진 사퇴함. 29회에서 복직함
- 김병기 : 정도웅 역 - 29회에서 자신의 죄를 자복하고 거제로 유배를 떠남. 2년 후 유배지가 제주로 바뀜.
- 이덕희 : 홍수의 어머니 역 - 정도웅의 부인
- 추소영 : 은홍 역 - 만덕의 어머니
- 강민석 : 칠복 역 - 정홍수의 몸종
- 맹호림 : 채제공 역 - 김응렬의 지지자. 정도웅의 정치적 맞수

### 그 외 인물
- 전헌태
- 권태원 : 제주 목사 역
- 김광규 : 장사꾼 역
- 이우진 : 포작인 역
- 맹봉학
- 홍승일
- 김경룡
- 전일범
- 윤영목
- 이장미
- 최윤준
- 정종현
- 장남열
- 박규점
- 구중림
- 김명중
- 최성웅
- 유형관
- 손선근
- 공재원
- 유인석
- 백민
- 박팔영
- 이정성
- 김홍수
- 이종구 : 의원 역
- 최은석
- 김민진
- 전해룡
- 유재익
- 유승민
- 전성환
- 현철호
- 이설구
- 정대용
- 주성환

### 특별출연
- 조성하 : 정조 임금 역 (30회)

## 시청률
| 2010년      | 2010년      | 2010년         | 2010년       | 2010년         | 2010년       |
| 회차        | 방송일      | TNmS 시청률    | TNmS 시청률  | AGB 시청률     | AGB 시청률   |
| 회차        | 방송일      | 대한민국(전국) | 서울(수도권) | 대한민국(전국) | 서울(수도권) |
| ----------- | ----------- | -------------- | ------------ | -------------- | ------------ |
| 제1회       | 3월 6일     | 10.5%          | 10.0%        | 11.9%          | 11.3%        |
| 제2회       | 3월 7일     | 11.3%          | 11.0%        | 11.6%          | 11.0%        |
| 제3회       | 3월 13일    | 11.4%          | 10.5%        | 12.1%          | 11.9%        |
| 제4회       | 3월 14일    | 11.6%          | 10.8%        | 12.4%          | 11.3%        |
| 제5회       | 3월 20일    | 14.5%          | 13.9%        | 14.2%          | 13.6%        |
| 제6회       | 3월 21일    | 14.4%          | 13.4%        | 16.0%          | 14.8%        |
| 제7회       | 3월 27일    | 14.0%          | 13.9%        | 14.4%          | 13.6%        |
| 제8회       | 3월 28일    | 15.9%          | 15.9%        | 15.0%          | 14.0%        |
| 제9회       | 4월 3일     | 12.7%          | 12.3%        | 12.5%          | 12.1%        |
| 제10회      | 4월 4일     | 15.2%          | 14.5%        | 15.0%          | 14.2%        |
| 제11회      | 4월 10일    | 11.8%          | 11.3%        | 12.4%          | 12.2%        |
| 제12회      | 4월 11일    | 12.4%          | 12.4%        | 13.2%          | 13.0%        |
| 제13회      | 4월 17일    | 12.6%          | 11.7%        | 13.0%          | 12.9%        |
| 제14회      | 4월 18일    | 12.2%          | 10.9%        | 13.8%          | 13.2%        |
| 제15회      | 4월 24일    | 12.0%          | 11.5%        | 10.9%          | 10.1%        |
| 제16회      | 4월 25일    | 12.0%          | 11.3%        | 13.3%          | 13.9%        |
| 제17회      | 5월 1일     | 10.6%          | 10.0%        | 12.1%          | 12.2%        |
| 제18회      | 5월 2일     | 11.5%          | 11.0%        | 11.7%          | 11.4%        |
| 제19회      | 5월 8일     | 8.5%           | 8.1%         | 10.0%          | 9.5%         |
| 제20회      | 5월 9일     | 12.5%          | 11.8%        | 12.3%          | 12.0%        |
| 제21회      | 5월 15일    | 8.2%           | 8.0%         | 8.3%           | 8.2%         |
| 제22회      | 5월 16일    | 12.5%          | 12.2%        | 12.6%          | 12.1%        |
| 제23회      | 5월 22일    | 12.0%          | 11.7%        | 12.5%          | 12.6%        |
| 제24회      | 5월 23일    | 13.8%          | 13.4%        | 14.4%          | 14.6%        |
| 제25회      | 5월 29일    | 11.6%          | 11.3%        | 12.7%          | 12.7%        |
| 제26회      | 5월 30일    | 10.1%          | 9.4%         | 10.3%          | 9.2%         |
| 제27회      | 6월 5일     | 11.9%          | 11.3%        | 12.7%          | 12.5%        |
| 제28회      | 6월 6일     | 13.1%          | 12.7%        | 13.6%          | 13.3%        |
| 제29회      | 6월 12일    | 6.5%           | 6.6%         | 6.8%           | 6.9%         |
| 제30회      | 6월 13일    | 17.4%          | 17.3%        | 17.0%          | 17.3%        |
| 평균 시청률 | 평균 시청률 | 12.2%          | 11.7%        | 12.6%          | 12.3%        |

위의 표는 TNmS와 AGB 닐슨미디어리서치가 각 공식사이트에 공개한 시청률을 바탕으로 작성된 것이다. 빨간색 수치는 최고 시청률, 파란색 수치는 최저 시청률을 나타낸다.

## 웹툰
동명의 만화가 신지상, 오은지에 의해 네이버 웹툰에서 연재되었다.